# Уилсон, Джим (кёрлингист, Канада)
Джеймс Р. «Джим» Уи́лсон (англ. James R. «Jim» Wilson) — канадский кёрлингист.
В составе мужской сборной Канады чемпион мира среди мужчин (1980). Чемпион Канады среди мужчин, двукратный чемпион Канады среди смешанных команд.
Играл в основном на позициях первого и второго.
В 1985 году ввёден в Зал славы канадского кёрлинга.

## Достижения
- Чемпионат мира по кёрлингу среди мужчин: золото (1980).
- Чемпионат Канады по кёрлингу среди мужчин: золото (1980), серебро (1979).
- Чемпионат Канады по кёрлингу среди ветеранов: серебро (2005), бронза (2006).

- Команда всех звёзд (англ. All Star Team) мужского чемпионата Канады: 1980.

## Команды
| Сезон   | Четвёртый      | Третий        | Второй          | Первый            | Турниры              |
| ------- | -------------- | ------------- | --------------- | ----------------- | -------------------- |
| 1972—73 | Джим Уилсон    | Cam Hutchison | Roger Schmidt   | Norm Gilbertson   | ЧКЮ 1973 (??? место) |
| 1978—79 | Рик Фолк       | Rod Thompson  | Том Уилсон      | Джим Уилсон       | ЧК 1979              |
| 1979—80 | Рик Фолк       | Рон Миллс     | Том Уилсон      | Джим Уилсон       | ЧК 1980 · ЧМ 1980    |
| 2000—01 | Mark Lane      | Dave Folk     | Джим Уилсон     | Brad Gee          |                      |
| 2004—05 | Eugene Hritzuk | Larry Ruf     | Джим Уилсон     | Dave Folk         | ЧКВ 2005             |
| 2005—06 | Eugene Hritzuk | Larry Ruf     | Джим Уилсон     | Dave Folk         | ЧКВ 2006             |
| 2013—14 | Eugene Hritzuk | Джим Уилсон   | Verne Anderson  | Dave Folk         | [ 5 ]                |
| 2015—16 | Eugene Hritzuk | Джим Уилсон   | Verne Anderson  | Dave Folk         | [ 6 ]                |
| 2016—17 | Джим Уилсон    | Colin Coben   | Dale Kohlenberg | Daryl Eddingfield | [ 7 ]                |

(скипы выделены полужирным шрифтом)

## Частная жизнь
Его брат Том Уилсон — тоже кёрлингист, они вместе играли в команде скипа Рика Фолка и вместе стали чемпионами Канады и мира в 1980.